# Цеттінген
Цеттінген (нім. Zettingen) — громада в Німеччині, розташована в землі Рейнланд-Пфальц. Входить до складу району Кохем-Целль. Складова частина об'єднання громад Кайзерзеш.
Площа — 3,70 км2. Населення становить 264 ос. (станом на 31 грудня 2020).